# Мармораси (Савона)
Мармораси је насеље у Италији у округу Савона, региону Лигурија.
Према процени из 2011. у насељу је живело 232 становника. Насеље се налази на надморској висини од 167 м.